# Celama nebulosa
Celama nebulosa är en fjärilsart som beskrevs av Rothschild 1916. Celama nebulosa ingår i släktet Celama och familjen trågspinnare. Inga underarter finns listade i Catalogue of Life.